# Xã Birch, Quận Beltrami, Minnesota
Xã Birch (tiếng Anh: Birch Township) là một xã thuộc quận Beltrami, tiểu bang Minnesota, Hoa Kỳ. Năm 2010, dân số của xã này là 118 người.